# Freden i Ackergill

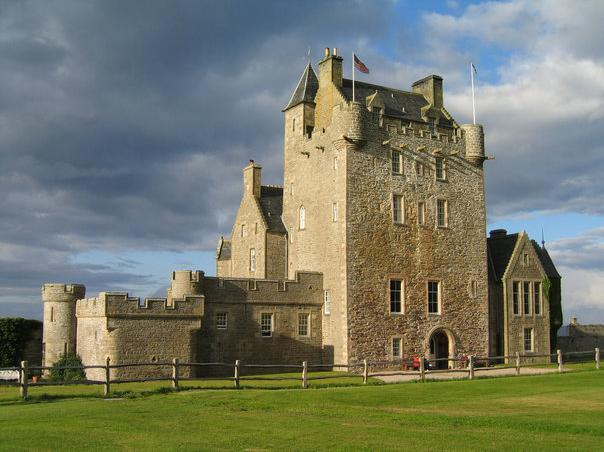
Ackergill Tower

Freden i Ackergill undertecknades i orten Ackergill i det skotska grevskapet Caithness den 28 juli 1978 mellan representanter för klanerna Gunn och Keith.
Det var det officiella slutpunkten på en släktfejd sedan striden vid Saint Teas kapell i Ackergill, Caithness år 1478. Enligt legenden skulle man där underteckna en fredsöverenskommelse, men i stället utbröt strid. Enligt överenskommelse skulle en man på en häst komma till tillfället, i stället kom representanter ur klanen Keith med två man på var häst. Detta resulterade i att 24 man slog ihjäl 12 man ur klanen Gunn. 
Namnet Keith har rötter i det walesiska ordet för "skog", och förekommer som ortnamn i East Lothian. Ätten Keith innehade den ärftliga titeln Earl Marischel i Skottland från 1400-talet fram till 1700-talet. I klanen Keith ingår släkten Dickson.
Namnet Gunn är av normandiskt ursprung och syftar på "strid". Trots sin bakgrund blev familjen en av de konkurrerande klanerna i de skotska högländerna. I klanen Gunn ingår släkten Wilson.
Freden 500 år senare undertecknades med en gåspenna doppad i det bläckhorn som fältmarskalken James Keith hade med sig på sina fälttåg. Över 100 deltagande medlemmar av klanerna Keith och Gunn var närvarande, från länder som Kanada, USA, Sydafrika och Sverige. Första "vittnet" som undertecknade fredsdokumentet för klanen Keith var kammarherre James Dickson (under sitt skotska klannamn sir James Ian Keith, Earl of Kintore). Ian Alexander Gunn of Banniskirk undertecknade för klanen Gunns räkning.